# أندي دياز
أندي دياز هو منافس ألعاب قوى كوبي، ولد في 25 ديسمبر 1995.

## وصلات خارجية
- أندي دياز على موقع الاتحاد الدولي لألعاب القوى (الإنجليزية)
- أندي دياز على موقع الاتحاد الإيطالي لألعاب القوى (الإيطالية)
- أندي دياز على موقع اللجنة الأولمبية الدولية (الإنجليزية)
- أندي دياز على موقع أوليمبيديا (الإنجليزية)
- أندي دياز على موقع اللجنة الأولمبية الإيطالية (الإيطالية)